# میتسوبیشی پاجرو جونیور
میتسوبیشی پاجرو جونیور (Mitsubishi Pajero Junior) خودرویی است که در سال‌های ۱۹۹۵ تا ۹۸تولید شده‌است.
موتور آن ۱۰۹۴ سی‌سی است.

## نگارخانه

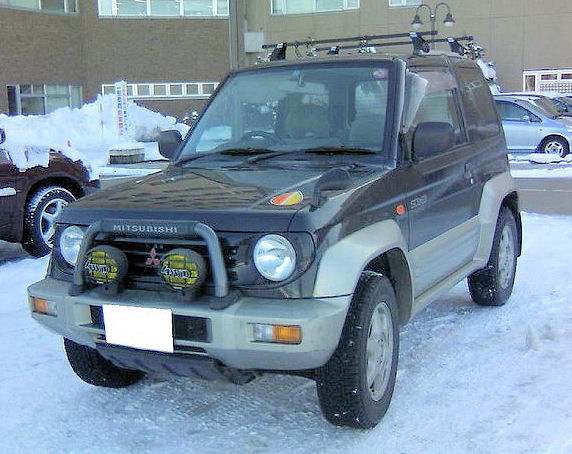
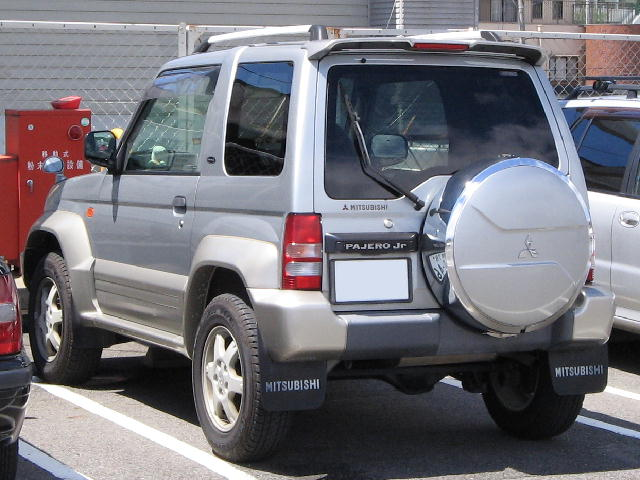